# Thanh Quang, Nam Sách
Thanh Quang là một xã thuộc huyện Nam Sách, tỉnh Hải Dương, Việt Nam.
Xã Thanh Quang có diện tích 3,76 km², dân số năm 1999 là 4.310 người, mật độ dân số đạt 1.146 người/km².